# 닛산 디젤 콘도르
닛산 디젤 콘도르(영어: Nissan Diesel Condor, 일본어: 日産ディーゼル・コンドル 닛산 디이제루 콘도루[*]) 또는 UD트럭 콘도르(영어: UD Trucks Condor, 일본어: UD・コンドル UD 콘도루[*])는 일본 UD 트럭사가 생산하는 중형 트럭으로 닛산 디젤 시절인 1975년부터 생산되어 UD 트럭의 모델 중 가장 오래되었다. 2011년부터 북아메리카에서 생산이 되기 시작했다.

## 개요
1975년 닛산 디젤에서 최초로 출시된 이후 현재까지 UD트럭에서 생산하고 있는 중형트럭으로 차량의 범위는 중형에서 대형 정도의 크기로 판매하고 있다. 일본 시장에서 미쓰비시후소 파이터, 이스즈 포워드, 히노 레인저와 경쟁하는 모델이다.
4세대 차량부터 UD트럭이 판매하고 있으며 MK/LK 라인업도 별도로 존재했다. 1981년부터 2014년까지 소형에서 준중형 사양까지 라인업이 다양했으나, 기존 모델과 차별을 꾀하기 위해 소형 모델의 경우 UD트럭 카제트 모델로 변경되었다.
2017년에 자체 생산을 중단시키고 이스즈 포워드의 OEM 모델로 변경되면서 일본에서 생산하고 있는 UD트럭 차량 중에서 닛산 디젤 큐온 모델이 유일하게 자체 생산 차종이 되었다.

## 모델

### 1세대 (1975년~1983년)

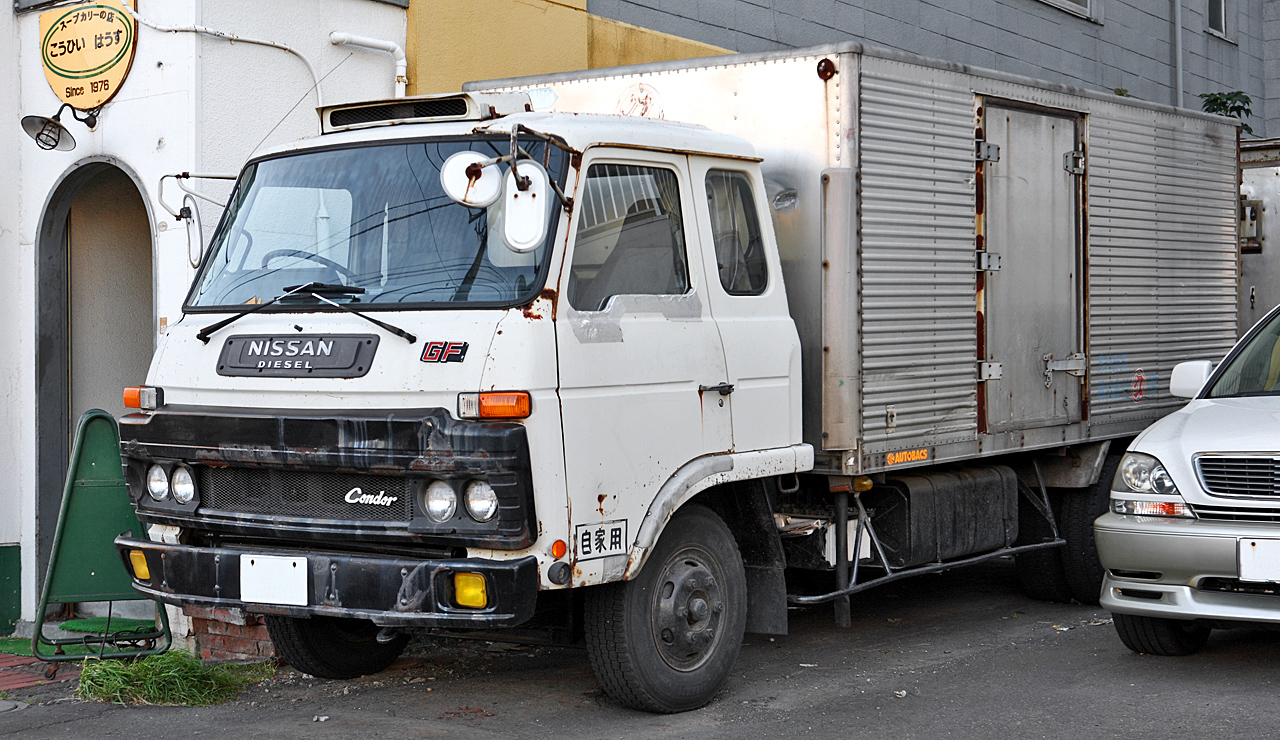
닛산 디젤 콘도르 1세대 후기형

- 1975년 5월 : 출시, 차체의 경우 닛산 디젤 C 시리즈와 유사하며 엔진은 ED형이 탑재되었다.
- 1976년 10월 : 파워 스티어링 장착 차량이 추가되었다.
- 1977년 4월 : 터보 엔진을 탑재한 콘도르 GF 차량이 추가되었다. 엔진은 FD6T형이 탑재되었다.
- 1979년 2월 : 마이너 체인지로 NA 엔진을 ED6형에서 FD6형으로 변경되었다.
- 1979년 6월 : 배출가스 규제 대응에 따라 ED6에서 FD6 방식으로 변경되었고 운전실 디자인도 변경되었다.
- 1980년 10월 : 닛산 디젤 C 시리즈에 적용된 와이드 캡이 추가되었다.
- 1981년 : 마이너 체인지로 앞 부분의 로고가 변경되었다.

### 2세대 (1983년~1993년)

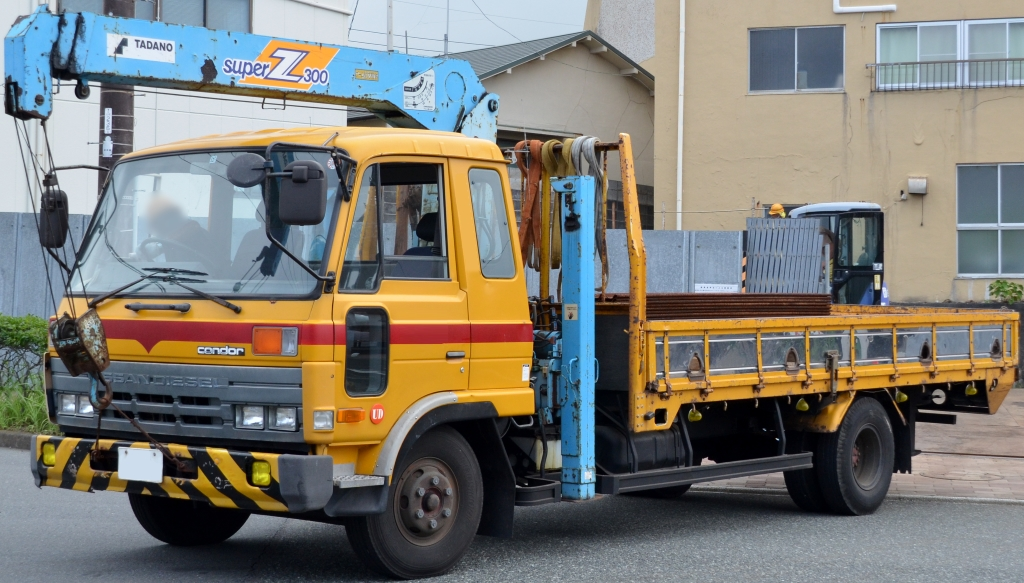
닛산 디젤 콘도르 2세대 후기형

- 1983년 5월 : 배출가스 규제 대응에 따라 마이너 체인지와 동시에 출시되었다.
- 1984년 12월 : 엔진을 FE6형으로 변경했고, 차량의 일부가 개선되었다.
- 1985년 5월 : 5톤급 차량인 콘도르 5가 라인업에서 추가되었다.
- 1985년 7월 : 7톤급 차량인 콘도르 7가 라인업에서 추가되었다.
- 1988년 7월 : 마이너 체인지로 엔진의 경우 인터쿨러 터보 사양인 FE6TA형이 탑재되었다. (160,180,200,230마력)
- 1989년 : ABS 기능이 추가되었다.
- 1990년 4월 : 배출가스 규제 대응에 따라 마이너 체인지로 프론트 그릴이 변경되었다. 또한 엔진이 추가로 개량되었다.

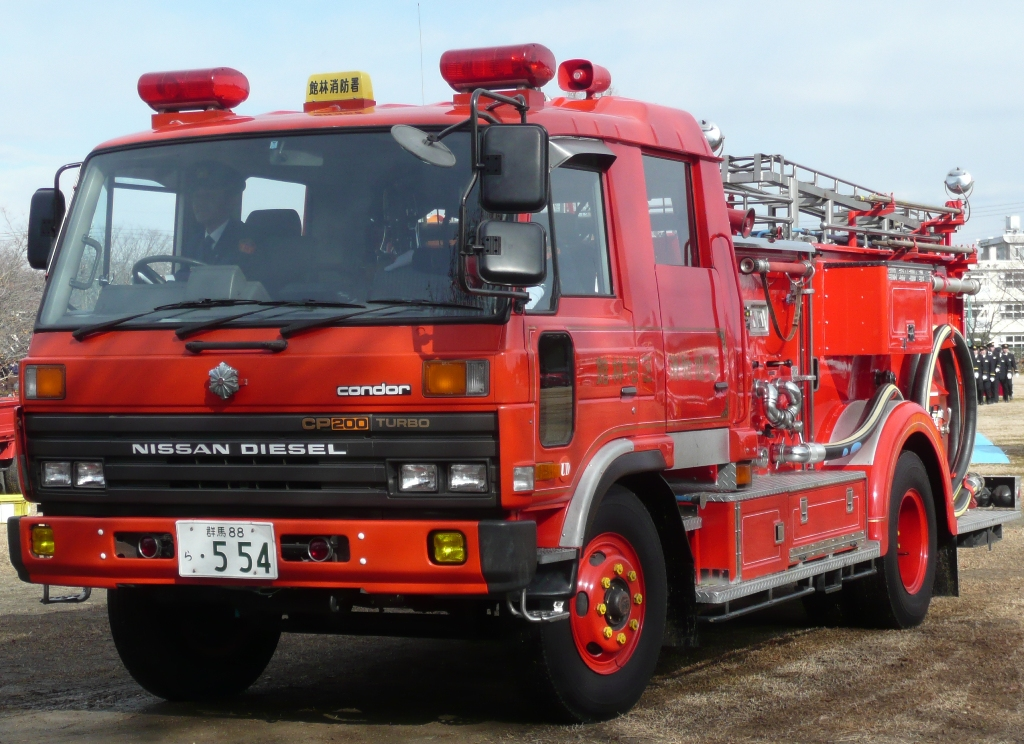
닛산 디젤 콘도르 2세대 중기형
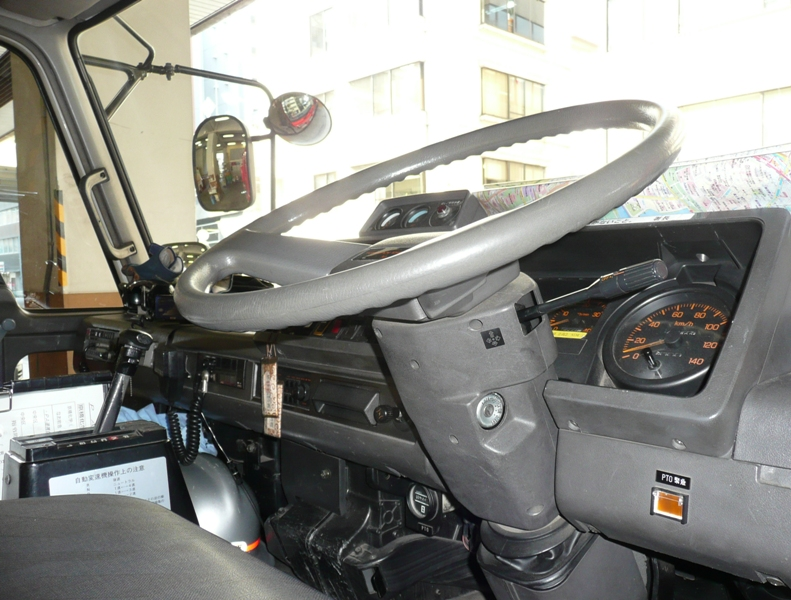
닛산 디젤 콘도르 2세대 후기형 운전석

### 3세대 (1993년~2011년)

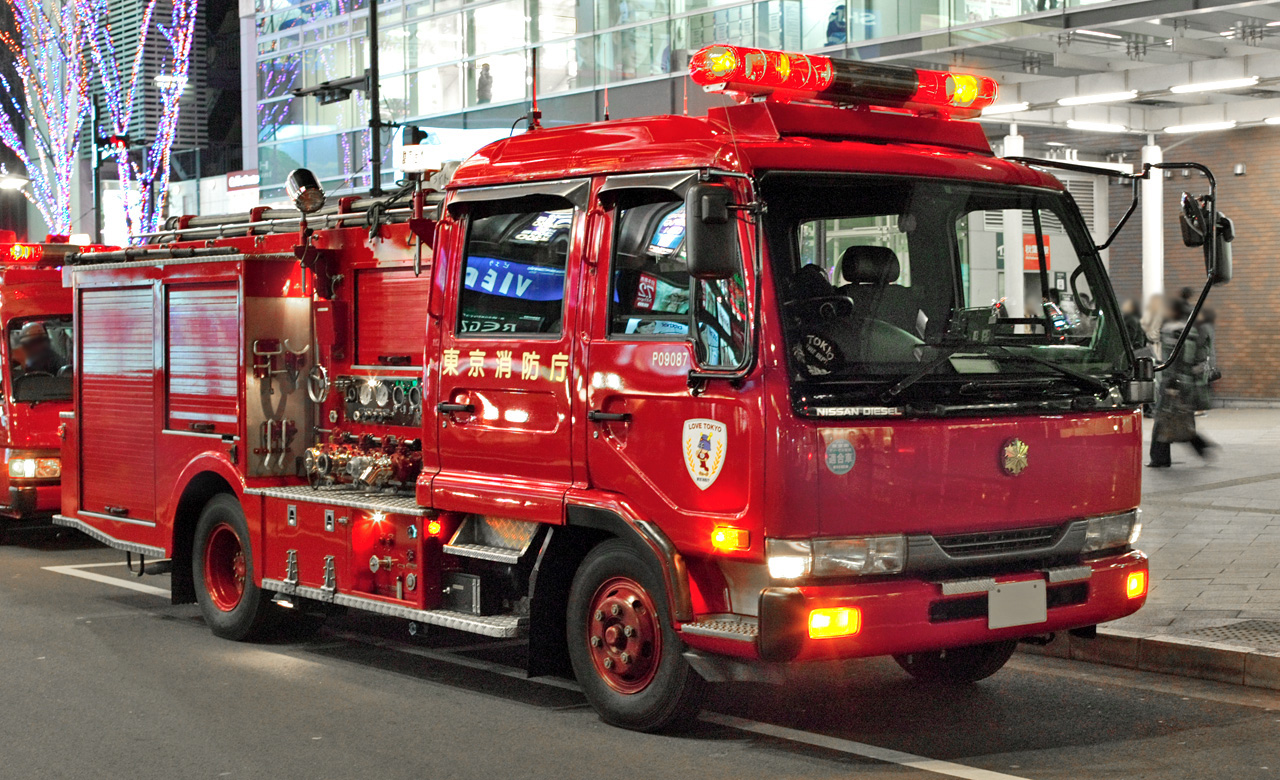
닛산 디젤 콘도르 3세대 초기형

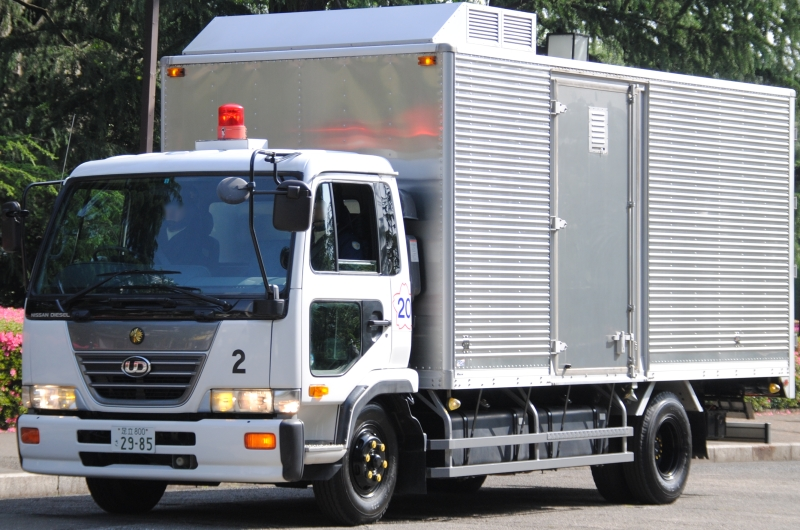
닛산 디젤 콘도르 3세대 중기형

- 1993년 1월 : 출시. 디자인은 대형인 닛산 디젤 빅섬 등과 부품 통일성을 이루어 대형 차량과 기본 골격이 유사하게 된다.
- 1994년 : 4WD 차량이 라인업에 추가 되었다.
- 1995년 2월 : 마이너 체인지로 프로트 그릴이 변경되었고 로고 변경과 동시에 UD 엠블럼이 추가되었다.
- 1996년 9월 : 천연 가스 차량 사양이 추가되었다.
- 1997년 4월 : 콘도르 Z 모델이 출시되면서 콘도르 S 모델이 단종되었다.
- 1997년 8월 : 마이너 체인지로 충격 흡수 스티어링 기능이 추가되었다.
- 1997년 10월 : 저상 3축 사양이 출시되었다.
- 1998년 8월 : 저상 4WD 사양이 출시되었다.
- 1999년 4월 : 마이너 체인지로 대형 역사다리꼴 모양의 그릴로 변경되었다.
- 2000년 1월 : 앨리슨에서 제작한 5단 자동 변속기를 탑재하였다.
- 2000년 3월 : MK 라인업에 한해 탄소 섬유 복합 재질로 제작했고 기존 차량에 비해 250kg의 무게를 달성했고 최대 4000kg을 적재 가능하게 되었다.
- 2000년 5월 : 마이너 체인지로 에어백이 장착된 와이드캡과 표준캡 차량 전체에 ABS, 운전자 SRS 기능이 탑재되었다. 또한 천연 가스 차량 사양에 한해 대형 역사다리꼴 모양의 그릴로 변경되었다.
- 2002년 5월 : 소음 규제 대응에 따라 일부 개량되었다. 또한 천연 가스 차량 모델의 경우 차량 무게를 개선하였다.
- 2002년 6월 : 세계 최초로 슈퍼커패시터형 하이브리드 트럭을 출시되었다. 엔진은 FE6형이 탑재되었다.
- 2003년 2월 : 9톤급 차량에 한해 에어 서스펜션이 탑재되었다.
- 2003년 4월 : 천연 가스 차량 모델이 개량을 거치면서 연료 용량이 변경되었다.
- 2004년 5월 : 배출가스 규제 대응에 따라 마이너 체인지로 엔진의 경우 히노 자동차에서 생산된 J07E형, J08E형으로 변경되었다.
- 2006년 4월 : 화물 차량에 5단 자동 변속기를 최초로 탑재했고, 천연 가스 차량에 폐기물 처리 시스템이 추가되었다.
- 2006년 11월 : 신장기 규제 대응에 따라 일부 개량되었다.
- 2008년 6월 : GVW 11톤 형태의 트럭이 라인업에 추가되었다.
- 2010년 8월 : 4세대 모델 출시와 동시에 4톤급 MK 모델과 5톤급 LK 모델을 제외한 나머지 모델이 생산 종료와 동시에 단종되었다.
- 2011년 7월 : 4톤급 MK 모델과 5톤급 LK 모델에 한해 4세대 모델이 출시되면서 3세대 전 차량의 판매가 종료되었다.

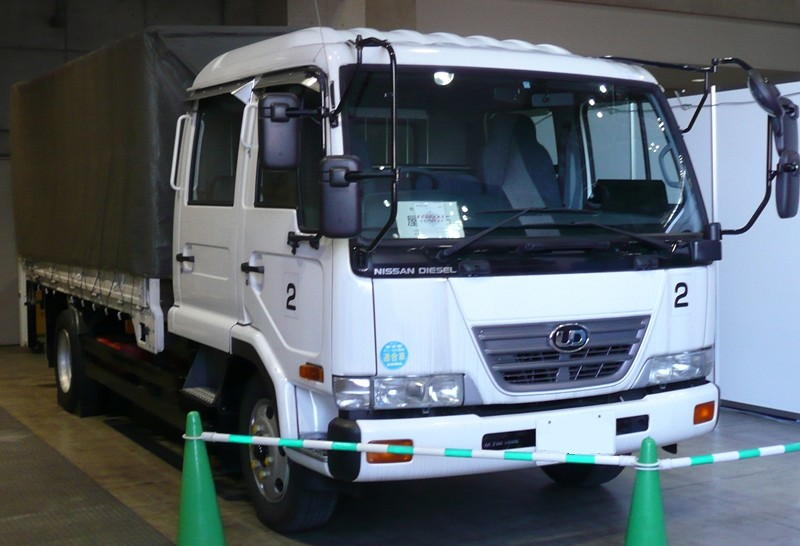
닛산 디젤 콘도르 3세대 중기형 더블캡
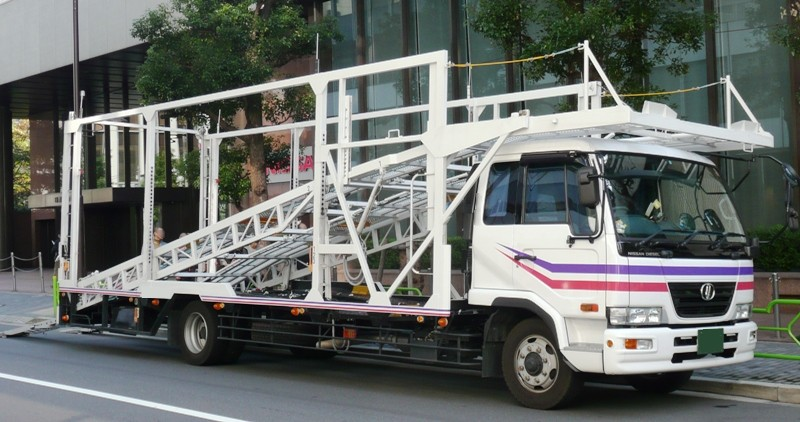
닛산 디젤 콘도르 3세대 후기형

### 4세대 (2010년~2017년)
- 2010년 4월 : 8톤급 모델인 PK 차량 모델이 최초로 발표되었다.
- 2010년 8월 : 출시. 기존 닛산 디젤 큐온 모델의 차량의 캡 부분을 공유한다. 9톤급 PK 시리즈와 12톤급 PW 시리즈가 출시되었다.
- 2010년 11월 : 8톤급 모델인 PK 모델이 출시되었다.
- 2011년 7월 : 4톤급 MK 모델과 5톤급 LK 모델이 출시되었다. 엔진은 GH5형이 탑재되었다.
- 2017년 7월 : 4세대 전 차량의 판매가 종료되면서 본 차량이 생산된지 42년 만에 단종되었다.

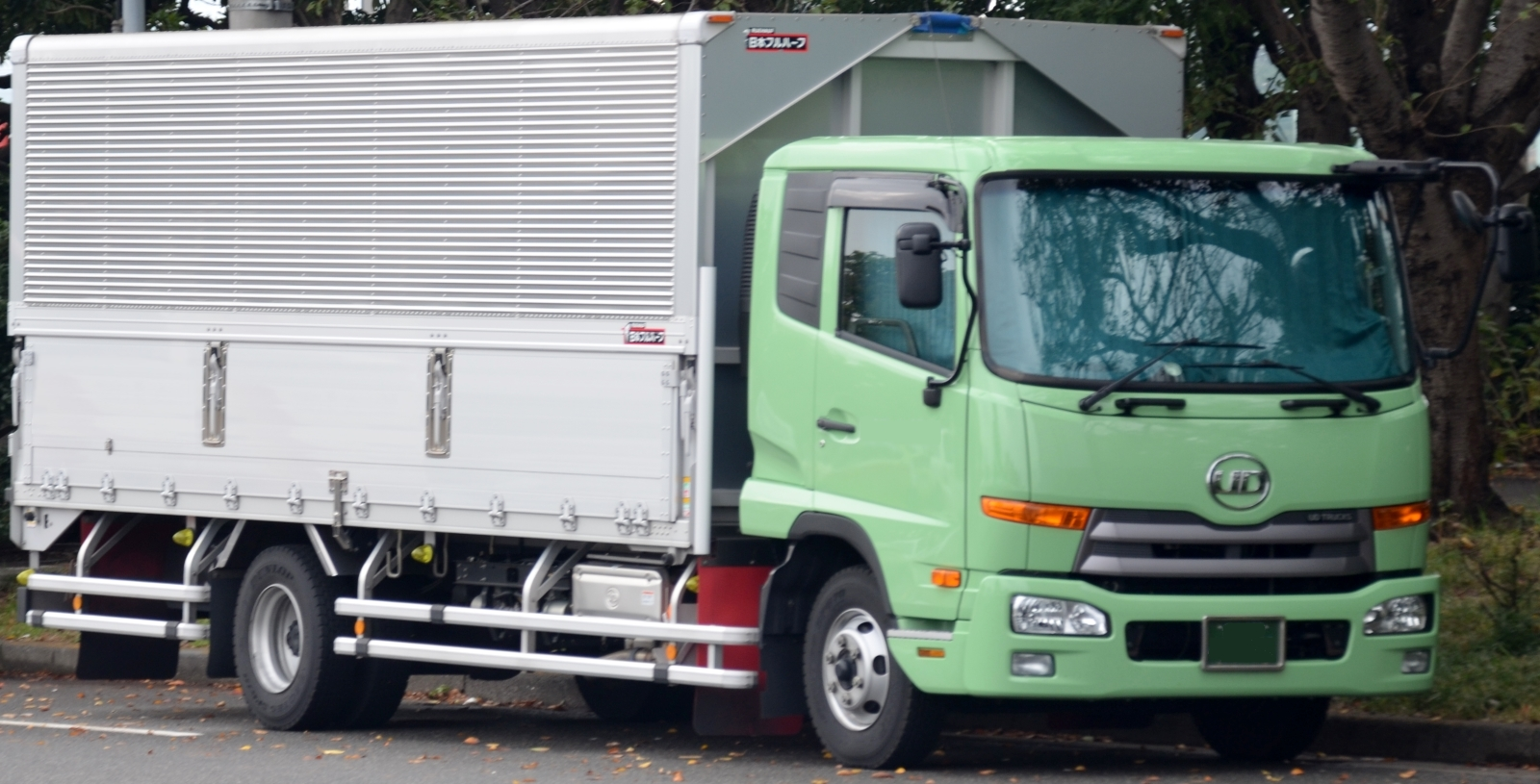
UD트럭 콘도르 MK형 4세대
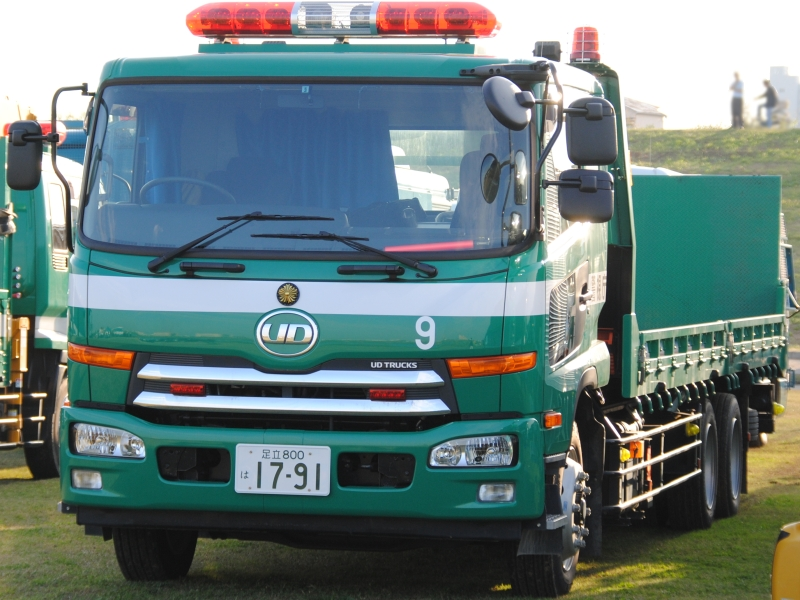
UD트럭 콘도르 PW형 4세대

### 5세대 (2017년7월~ 현재)
- 2017년 7월 28일 : 출시. 기존 이스즈 포워드 모델의 전면부와 차량의 캡 부분을 공유한다.

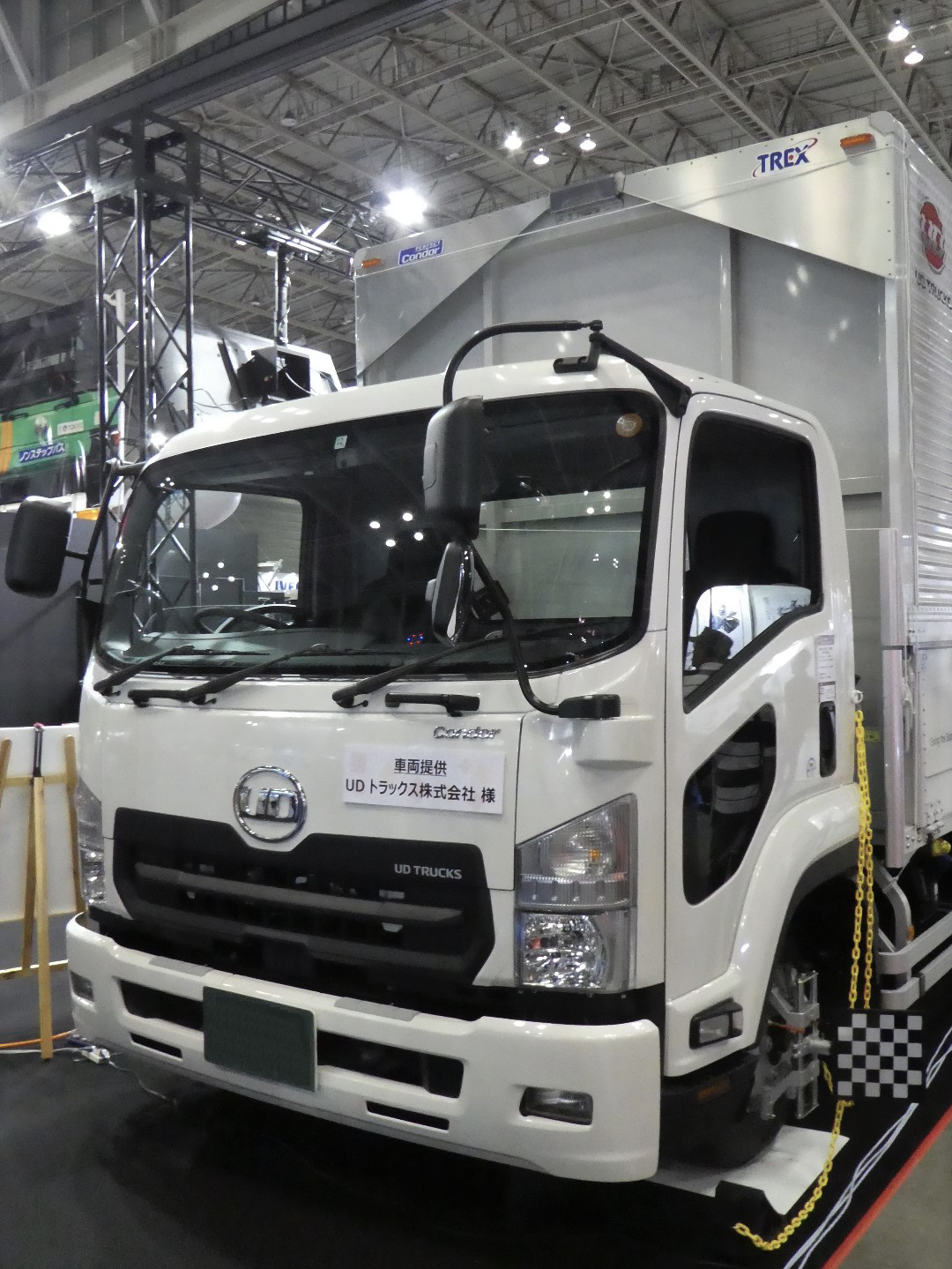
UD트럭 콘도르 5세대

### 닛산 디젤 콘도르 S/닛산 디젤 콘도르 SS (1988년~1997년)
- 1988년 : 출시.
- 1992년 : 닛산 아틀라스 모델과 함께 2세대 차량이 출시되었다.
- 1994년 : 마이너 체인지로 프론트 그릴과 엠블럼이 변경되었고 4.6톤급 사양인 닛산 디젤 콘도르 SS 모델이 출시되었다.
- 1997년 : 닛산 디젤 콘도르 Z 모델 출시와 동시에 단종되었다.

### 닛산 디젤 콘도르 20형/닛산 디젤 콘도르 30형 (1981년~2014년)

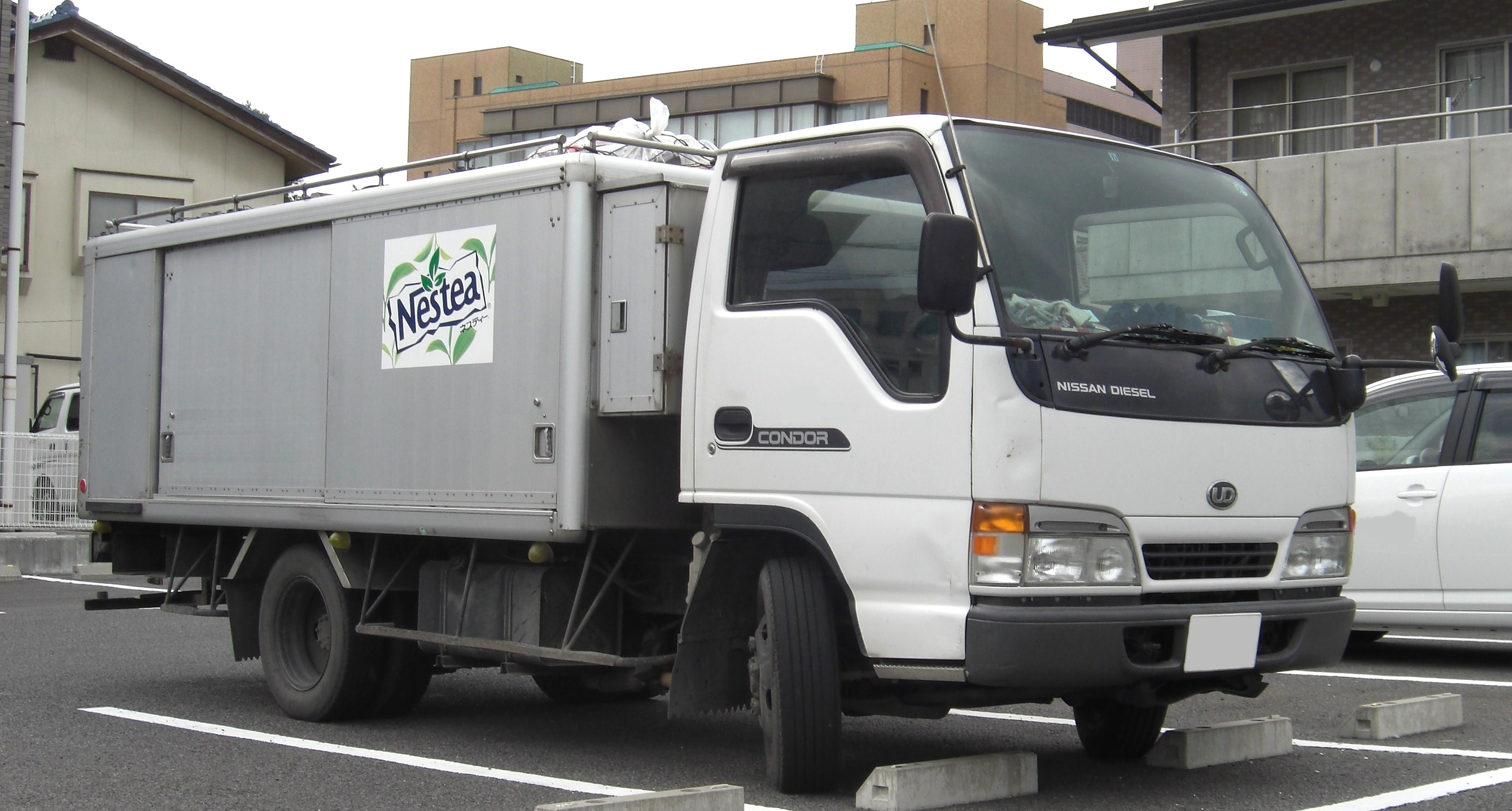
닛산 디젤 콘도르 20형 중기형

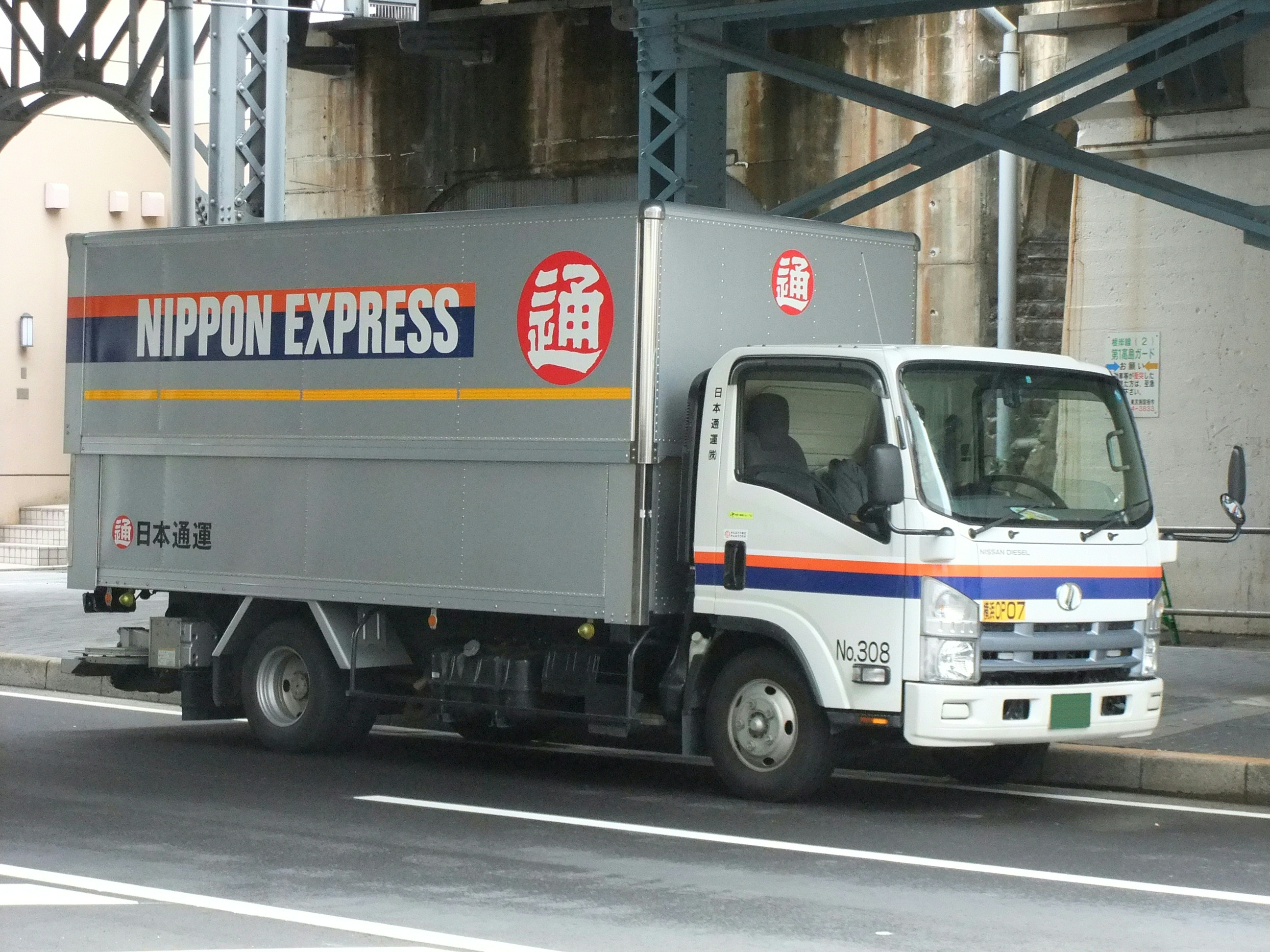
닛산 디젤 콘도르 2톤급 후기형

- 1981년 12월 : 닛산 디젤 바이손 모델의 후속으로 출시되었다.
- 1983년 1월 : FD33T 엔진 탑재 차량이 라인업에 추가되었다.
- 1984년 6월 : 일부 개량을 거치면서 FD33형 엔진 탑재 차량이 라인업에 추가되었다.
- 1986년 11월 : 마이너 체인지로 엔진은 TD27형과 FD35형으로 변경되었다. 또한 좌우의 문에 UD트럭 엠블렘이 장착되었다.
- 1991년 10월 : 2세대 차량인 S41형 차량이 출시되었다.
- 1995년 8월 : 3세대 차량 출시. 기존 5세대 이스즈 엘프 모델의 차량의 OEM 차량으로 2톤의 경우 콘도르 20형, 3톤의 경우 콘도르 30형, 3.5톤의 경우 콘도르 35형이 출시되었다.
- 2000년 8월 : 콘도르 35형 모델을 제외한 천연 가스 차량 사양이 출시되었다. 또한 엔진은 4HF1형이 탑재되었다.
- 2001년 1월 : 콘도르 35형 모델을 제외한 LPG 차량 사양이 출시되었다. 또한 엔진은 4HG1-LPG형이 탑재되었다. ABS가 탑재되었다.
- 2002년 6월 : 프론트 그릴이 변경되었고, 개량을 하면서 환경 성능이 개선되었다.
- 2004년 6월 : 마이너 체인지로 CI가 변경되었다.
- 2005년 5월 : 천연 가스 차량 모델에 한해 엔진이 개량되었다.
- 2007년 1월 : 풀모델 체인지가 되었으나 종전 3세대 차량과 마찬가지로 이스즈 엘프 모델의 차량의 OEM 차량이다.
- 2007년 3월 : 세미 와이드캡과 4JJ1-TCS형 엔진을 탑재한 차량이 추가되었다.
- 2007년 9월 : 천연 가스 차량 모델에 한해 풀모델 체인지가 되었다.
- 2011년 9월 : 일부 개량을 거치면서 천연 가스 차량 사양을 제외한 엔진이 개량되었다. 또한 차량 엠블램도 변경되었다.
- 2012년 4월 : 후면 하단 보호 장치를 옵션에서 추가되었다.
- 2014년 9월 : 후속 차량이자 미쓰비시후소 캔터 OEM 차량인 UD트럭 카제트 모델이 출시되면서 단종되었다.

### 닛산 디젤 콘도르 F23형/닛산 디젤 콘도르 F24형 (1995년~2013년)
- 1995년 6월 : 닛산 아틀라스 F23형 차량의 마이너 체인지와 동시에 출시되었다.
- 1997년 8월 : 1.5톤 사양인 QD32형이 라인업에서 추가되었다.
- 1999년 6월 : 마이너 체인지로 내외부의 디자인이 변경되었고 엔진의 경우 KA20DE형이 탑재되었다. 또한 에어백이 옵션으로 설정되었다.
- 2002년 8월 : 소음 규제 대응에 따라 일부 개량이 되었다.
- 2003년 8월 : KA20형 엔진이 개량되었다.
- 2004년 8월 : QD32형 차량 엔진이 개량되었다.
- 2007년 7월 : 2세대 모델인 닛산 디젤 콘도르 F24형이 출시되었다. 1.5톤, 2톤 사양으로 엔진은 ZD30DDTi형, QR20DE형이 탑재되었다.
- 2011년 12월 : 배출가스 규제 대응에 따라 ZD30DDTi형 엔진이 개량되었다. 또한 차량 엠블램도 변경되었다.
- 2012년 7월 : 2톤 사양에 한해 커먼레일 초고압 연료 분사 시스템의 개량되었고 DPF 용량이 확대하면서 배출가스 성능이 개선되었다.
- 2013년 : 생산 종료와 동시에 단종되었다. 이후 후속 차량이자 미쓰비시후소 캔터 OEM 차량인 UD트럭 카제트 모델이 출시되었다.

## 라인업

### 일본
1세대부터 2세대까지
- CM
- CK (콘도르 6)
- CL
- CP

3세대
- MK
- LK
- PK
- PW
- MF (4톤급 4WD)
- LF (6톤급 4WD)

4세대
- MK
- LK
- PK
- PW

5세대
- MK
- LK
- PK

### 아메리카
- UD 1300
- UD 1400
- UD 1800
- UD 2000
- UD 2300, DH, LP
- UD 2600
- UD 2800
- UD 3000
- UD 3300

### 변형 모델
- 둥펑 EQ2102 - 콘도르 CM 시리즈 기반으로 생산

## 같이 보기
- UD트럭